# Mont Mitchell
El mont Mitchell (Mount Mitchell) amb els seus 2.042 metres d'altitud és el punt més alt de la serralada dels Apalatxes a les muntanyes Blue Ridge. Es troba a l'estat de Carolina del Nord, als Estats Units; va ser el cim més alt dels Estats Units fins a l'annexió de l'estat de Texas de l'any 1845. El mont Mitchell es troba a la ciutat de Burnsville i forma part del Parc estatal del Mont Mitchell.
El seu nom prové d'Elisha Mitchell, una professora de la Universitat de Carolina del Nord; ella va ser qui en determinà l'altitud l'any 1835 i hi va morir per accident anys més tard; la seva tomba es troba al cim.
La seva ascensió resulta fàcil actualment.
El clima del cim és suau a l'estiu i amb fred rigorós a l'hivern. La temperatura mínima absoluta ha estat de -37 °C (gener 1985) mentre que la temperatura mitjana anual n'és de 6,6 °C. El cop de vent més fort ha estat de 286 km/h.